# Крылья Татева
Татевская канатная дорога (арм. Տաթևի ճոպանուղի) — пассажирская канатная дорога маятникового типа, длина канатной дороги составляет почти 6 км.
После открытия в 2010 году дорога крылья Татева попала в Книгу рекордов Гиннесса как «самая длинная безостановочная реверсивная канатная дорога в мире» (англ. longest non-stop double-track cable car), однако самой длинной по протяженности является канатная дорога Хонтхом во Вьетнаме.
В 2023 году признана лучшей канатной дорогой в мире и удостоена премии World Travel Awards.

## Общее описание
Канатная дорога «Крылья Татева» находится в Сюникской области, в 170 километрах от Еревана. Из Еревана можно добраться на такси, арендованной машине или воспользоваться услугами туроператоров. Дорога из Еревана занимает 3,5 часа. Канатная дорога тянется над ущельем реки Воротан от села Алидзор до Татевского монастыря.
Воздушный путь в монастырь занимает около 12 минут, в то время как на дорогу по крутому серпантину Воротанского ущелья уходит порядка 40 минут. Когда первая из пары пассажирская кабинка завершает свой «полёт» на станции «Татев», вторая прибывает на станцию «Алидзор», а после того как «Крылья» перезагрузятся, начинается движение в обратном направлении. Пролетая над ущельем, кабины достигают максимальной высоты 320 метров.
Каждая из кабин вмещает по 30 пассажиров и одного проводника, а пропускная способность канатной дороги составляет 240 пассажиров в час. Мощные опорные столбы разделяют дорогу на четыре участка. Длина последнего, самого протяжённого, составляет 2,7 км: с этого отрезка монастырь виден во всем своём великолепии.

## Технические данные
- вид: безостановочная, реверсивная воздушная канатная дорога
- производитель: «Doppelmayr/Garaventa» (Австрия-Швейцария)
- длина: 5752 м
- продолжительность поезда: 11−15 минут (в зависимости от погодных условий)
- вместительность кабины: 30 пассажиров и 1 проводник
- число кабин: 2
- максимальная высота: 320 м
- максимальная скорость: 10 м/с
- персонал: 60 человек.

## Рабочие часы
Канатная дорога «Крылья Татева» работает круглый год, а рабочие часы устанавливаются в соответствии с сезоном:
- с июня по август 9°°−20° без выходных
- с октября по апрель 10°°−18°° кроме понедельника
- в мае и сентябре 10°°−19°° кроме понедельника.

## История
Реверсивная канатная дорога «Крылья Татева» была построена в рамках программы социального инвестирования «Возрождение Татева», инициаторами которой являются Рубен Варданян и Вероника Зонабенд. Официальное открытие канатной дороги состоялось 16-го октября 2010 года. Тогда же канатная дорога «Крылья Татева» была включена в Книгу рекордов Гиннесса, как самая длинная в мире реверсивная канатная дорога, которая движется без остановок (англ. longest non-stop double-track cable car). Рекордная у воздушного пути не только длина — 5752 метров, но и сроки строительства — всего 10 месяцев.
Осуществила проект австрийско-швейцарская компания «Doppelmayr/Garaventa».
«Ворота Татева» – некоммерческий проект, вся прибыль от которого направляется на реконструкцию Татевского монастырского комплекса и развитие местных общин в рамках проекта Возрождение Татева.

## Общий объём инвестиций в проект
На сегодняшний день в проект «Ворота Татева» инвестировано более $22,8 млн, из которых $16 млн было выделено на строительство канатной дороги. Более $1 млн было направлено на строительство ресторана «Татеватун», $1,5 млн – на развитие инфраструктуры и около $670 000 – на благоустройство территории, в том числе посадку деревьев.

## Статистика
С октября 2010 года по декабрь 2019 года услугами канатной дороги «Крылья Татева» воспользовались более 1 миллиона человек. 
|      | I квартал | II квартал | III квартал | IV квартал | Общее число |
| 2010 |           |            |             | 9 108      | 9 108       |
| 2011 | 1 964     | 18 894     | 33 890      | 6 201      | 60 949      |
| 2012 | 994       | 18 605     | 42 317      | 8 448      | 70 364      |
| 2013 | 1 092     | 17 154     | 47 941      | 7 598      | 73 785      |
| 2014 | 1 834     | 26 524     | 59 377      | 9 651      | 97 386      |
| 2015 | 1 495     | 29 706     | 57 423      | 9 030      | 97 654      |
| 2016 | 3 087     | 24 853     | 57 119      | 11 262     | 96 321      |
| 2017 | 3 855     | 39 252     | 74 712      | 17 332     | 135 151     |
| 2018 | 7 932     | 43 183     | 83 210      | 18 627     | 152 952     |
| 2019 | 5 826     | 47 905     | 79 905      | 22 347     | 155 983     |
| 2020 | 4 017     | 3 059      | 25 030      | 114        | 32 220      |
| 2021 | 1 284     | 15 757     | 38 846      | 11 856     | 67 743      |

## Бейсджампинг
В декабре 2015 года состоялись первые бейсджампинг прыжки с канатной дороги. По оценкам бейсджамперов (использовался лазерный дальномер), высота канатной дороги отличается от официально заявленной и составляет порядка 360 метров до площадки приземления (380 метров до дна ущелья).

## Галерея
- Вид на деревню Алидзор
- Главная дорога к комплексу Татев
- Главное здание (офис, касса, ресторан и туалет)
- Нижняя станция «Алидзор»
- Верхняя станция «Татев»